# 에히터나흐주

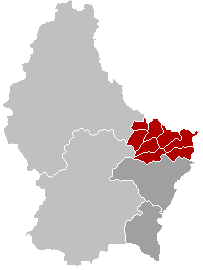
에히터나흐 주의 위치

에히터나흐주(룩셈부르크어: Kanton Iechternach, 독일어: Kanton Echternach, 프랑스어: Canton d'Echternach)는 룩셈부르크를 구성하는 12개 주 가운데 하나로, 행정 구역상으로는 그레벤마허 구에 속한다. 주도는 에히터나흐이며 면적은 185.54km2, 인구는 14,588명(2005년 기준), 인구 밀도는 79명/km2, 높이는 141~414m이다. 8개 지방 자치체(Beaufort, Bech, Berdorf, Consdorf, Echternach(에히터나흐), Mompach, Rosport, Waldbillig)를 관할한다.

## 같이 보기
- 리틀 스위철랜드 (룩셈부르크)